# 2,2,2-トリクロロエタノール
2,2,2-トリクロロエタノールは、化学式 Cl3CCH2OH で表される化合物である。その分子は、エタノールの 2位の 3つの水素を塩素原子で置換したものである。室温で透明な可燃性の液体で、純粋なときは無色だが、しばしば光で黄色に着色する。
ヒトにおけるこの化合物の薬理学的効果は、そのプロドラッグ 抱水クロラールおよびクロロブタノールの薬理学的効果と類似している。 歴史的に、鎮静催眠薬として使用されてきた。催眠薬のトリクロホス（2,2,2-トリクロロエチルホスフェート）は in vivo で2,2,2-トリクロロエタノールに代謝される。慢性暴露は腎臓と肝臓の損傷を引き起こす可能性がある。
2,2,2-トリクロロエタノールを SDS-PAGE (ドデシル硫酸ナトリウム-ポリアクリルアミドゲル) に添加して、イムノブロッティングや他の分析法のために、染色ステップなしでタンパク質の蛍光検出を可能にできる。

## 有機合成における使用
2,2,2-トリクロロエタノールは、付加と除去が容易なため、カルボン酸に対して効果的な保護基である。